# Y después le llamaron El Magnífico
Y después le llamaron El Magnífico (E poi lo chiamarono il magnifico) es una película de 1972 dirigida por Enzo Barboni y con Terence Hill en el papel principal. Por el título, que recuerda a los de otros exitosos filmes del popular actor, en ocasiones se ha citado erróneamente a esta película como parte de una supuesta trilogía, con Le llamaban Trinidad y Le seguían llamando Trinidad.

## Argumento
Bull, Monkey, Holy Joe y el "Inglés" son cuatro compinches que residen en un apartado rincón del Oeste, lejos del ferrocarril y por tanto del mundo civilizado. Aunque las circunstancias les obligaron a separarse, los amigos deciden volver a reunirse. Por ello cuando el "Inglés" fallece, le pide a su hijo Tom que se reúna con sus amigos en su nombre. Tom, criado en un internado de Nueva Inglaterra y desconocedor del nuevo entorno, lleva consigo todo lo que considera indispensable para su viaje: un buen vestuario, su bicicleta y un par de floretes. Su aspecto no puede traerle más que problemas, ni contrastar más con el de los rudos y poco aseados amigos de su padre, quienes tras la conmoción inicial deciden acoger bajo su tutela al muchacho y convertirlo en alguien capaz de desenvolverse en el Oeste; mientras, el joven intenta civilizar a sus nuevos protectores. Todo se complicará cuando Tom se enamore de una preciosa jovencita a la que un peligroso matón considera de su propiedad.

## Reparto
- Terence Hill: Sir Thomas Fitzpatrick Phillip Moore.

- Yanti Somer Candida Olsen.

- Gregory Walcott Bull Schmidt.

- Harry Carey Jr. Holy Joe.

- Dominic Barto Monkey Smith.

- Riccardo Pizzuti Morton Clayton.

- Enzo Fiermonte Frank Olsen.

- Sal Borgese como un cazarecompenzas.

- Danika La Loggia Irlanda.

- Steffen Zacharias Stalliere.

- Alesandro Sperlì Tim.

- Pupo De Luca el director de prisión.

- Luigi Casellato el anfitrión.

- Fortunato Arena

- Luigi Antonio Guerra (mencionado en los títulos pero no aparece en la película)

- Furio Meniconi el criador del tren.

- Spartaco Conversi un secuaz de Morton

- Antonio Monselesan

- Claudio Ruffini el dueño del salón.

- John Bartha Jeremías.

- Bernard Faber

- Giancarlo Bastianoni

- Salvatore Baccaro

- Margherita Horowitz

- Franco Ukmar

- Mike Monty

- Emilio Messina

- Dan Sturkie